# Gauradaha
Gauradaha (nepalski: गौरादह) – gaun wikas samiti we wschodniej części Nepalu w strefie Meći w dystrykcie Jhapa. Według nepalskiego spisu powszechnego z 2001 roku liczył on 2764 gospodarstw domowych i 13276 mieszkańców (6910 kobiet i 6366 mężczyzn).